# Penne-d’Agenais
Penne-d’Agenais település Franciaországban, Lot-et-Garonne megyében. Lakosainak száma 2495 fő (2022. január 1.). Penne-d’Agenais Saint-Sylvestre-sur-Lot, Valeilles, Auradou, Dausse, Hautefage-la-Tour, Massoulès, Trémons, Trentels és Villeneuve-sur-Lot községekkel határos.

## Népesség
A település népességének változása:
| Lakosok száma | 2099 | 2167 | 2394 | 2415 | 2335 | 2347 | 2346 | 2341 | 2395 | 2495 |
|               | 1968 | 1982 | 1990 | 2006 | 2013 | 2015 | 2017 | 2019 | 2020 | 2022 |